# (9137) Remo
(9137) Remo (2114 T-2) – planetoida z pasa głównego asteroid okrążająca Słońce w ciągu 3,68 lat w średniej odległości 2,38 j.a. Odkryta 29 września 1973 roku.